# Tyltyl, Mytyl e l'uccellino azzurro/La ballata di Fiorellino
Tyltyl, Mytyl e l'uccellino azzurro/La ballata di Fiorellino è un singolo split di Georgia Lepore e del gruppo I Cavalieri del Re, pubblicato nel 1983.

## Tracce
1. Georgia Lepore – Tyltyl, Mytyl e l'uccellino azzurro – 2:42 (Lucio Macchiarella, Douglas Meakin e Michael Fraser)
2. I Cavalieri del Re – La ballata di Fiorellino – 2:48 (Riccardo Zara)

## Descrizione
Tyltyl, Mytyl e l'uccellino azzurro è un brano musicale interpretato da Georgia Lepore come sigla dell'anime L'uccellino azzurro.
La sigla è stata scritta da Lucio Macchiarella su musica e arrangiamento di Douglas Meakin e Mike Fraser.
Venne proposta in un primo momento come sigla di Lupin III ma fu scartata e in seguito riadattata dai Rocking Horse per L'uccellino azzurro.
La prima tiratura di stampa conteneva il titolo errato Titil e Mitil e in seguito fu ritirata.
È l'ultimo singolo inciso da Georgia Lepore in qualità di cantante, prima di dedicarsi completamente al doppiaggio.
La ballata di Fiorellino è un brano scritto da Riccardo Zara e interpretato dal gruppo I Cavalieri del Re come sigla dell'anime I fantastici viaggi di Fiorellino.
In questo brano i cori sono univoci, senza controcanti, e l'arrangiamento è sostenuto da un piano hawaiano e da una batteria synth che ricorda quella di Lady Oscar.